# Fort Astoria
Fort Astoria (também chamado Fort George) era o principal posto de comércio de peles da Pacific Fur Company no noroeste da América, e o primeiro assentamento dos Estados Unidos na costa do Pacífico. Após um curto período de posse pelos Estados Unidos, os britânicos ocuparam-no e operaram-no durante 33 anos. Foi o primeiro posto britânico na costa do Pacífico. O controlo de Fort Astoria era um importante fator na questão da soberania e disputas territoriais entre britânicos e norte-americanos em relação ao Oregon Country.
A área denominada Fort Astoria Site foi adicionada à lista de Marco Histórico Nacional em 5 de novembro de 1961 e designado um local no Registo Nacional de Lugares Históricos em 15 de outubro de 1966.